# Persuasion (2007)

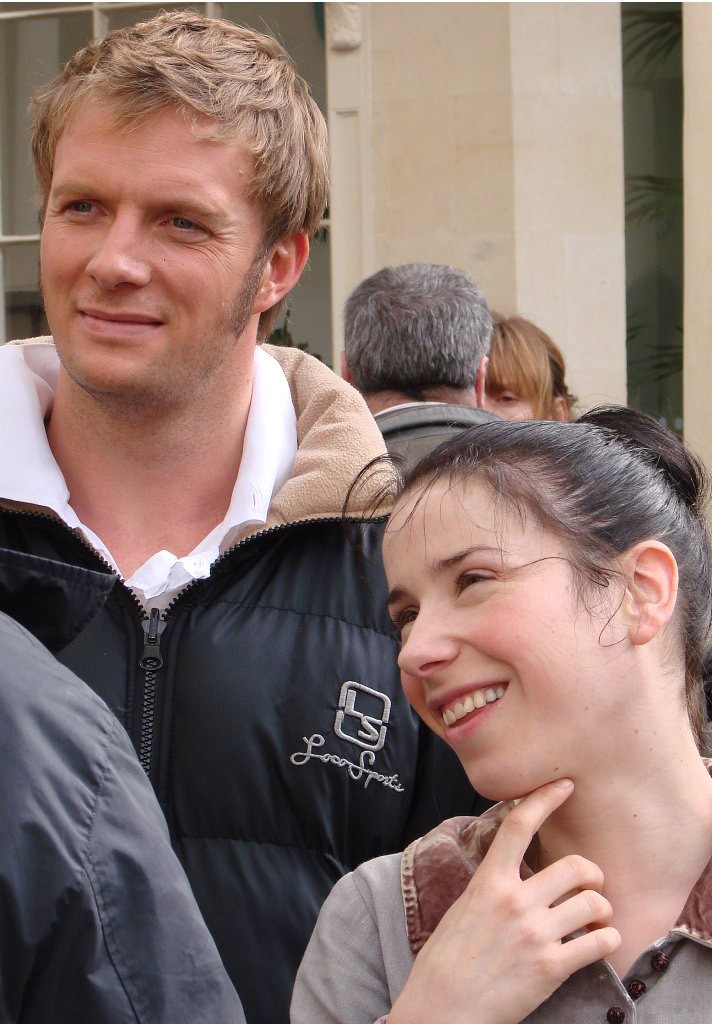
Hauptdarsteller Sally Hawkins und Rupert Penry-Jones am Filmset

Persuasion (englisch für ‚Überredung‘, auch Janes Austens Verführung) ist ein Fernsehfilm unter Regie von Adrian Shergold, der auf der im Original gleichnamigen Romanvorlage von Jane Austen aus dem Jahre 1818 beruht. In den Hauptrollen sind Sally Hawkins und Rupert Penry-Jones zu sehen. Der Film wurde 2007 von Clerkenwell Films und WGBH, einer PBS-Station, produziert und im selben Jahr durch den britischen Fernsehsender Independent Television (ITV) ausgestrahlt. In den USA wurde er 2008 bei PBS als Teil einer Jane-Austen-Reihe in der Masterpiece Theatre-Sendung gezeigt.

## Handlung
Die 19-jährige und aus gutem Haus stammende Anne Elliot ist mit dem mittellosen Offizier Frederick Wentworth verlobt. Sie löst auf Anraten Lady Russells, einer guten Freundin der Familie, die Verlobung, da diese ebenso wie ihr Vater Sir Walter Elliot die gesellschaftliche und finanzielle Situation von Wentworth nicht als angemessen ansieht.
Acht Jahre später, Anne ist inzwischen 27 Jahre alt, weiterhin unverheiratet und lebt mit ihrem Vater, Sir Walter Elliot, und ihrer älteren ebenfalls unverheirateten Schwester Elizabeth auf dem Familienanwesen Kellynch Hall in Somersetshire. Anne muss mit ansehen wie ihre Schwester Elizabeth und ihr Vater Sir Walter das Familienanwesen durch ihre Extravaganzen über die Jahre fast in Konkurs treiben. Durch das gedankenlose Verhalten Sir Walters und seiner Tochter Elizabeth sind die Elliots als Resultat ihrer finanziellen Lage gezwungen, das Familienanwesen zu vermieten.
Dieses Anwesen wird von Frederick Wentworths Schwester Mrs. Croft und ihrem Mann, Admiral Croft, gepachtet. Sir Walter und Annes Schwester Elizabeth verlassen noch vor dem Eintreffen der neuen Pächter das Anwesen Richtung Bath und überlassen Anne alle weiteren Angelegenheiten. Auch um ihre hypochondrische jüngere Schwester Mary Musgrove muss Anne sich kümmern, die mit ihrem Mann und ihren zwei Kindern in einem benachbarten Dorf in Somersetshire wohnt.
Beim Besuch seiner Schwester in Kellynch Hall begegnen Anne Elliot und Wentworth sich wieder. Dieser ist mittlerweile zum Kapitän ernannt und durch seine Erfolge in der Royal Navy vermögend geworden. Es stellt sich heraus, dass Anne Frederick nicht vergessen hat und Frederick noch immer zutiefst verletzt von Annes damaliger Zurückweisung ist. Als sie sich wiedertreffen, scheint alle Hoffnung auf Fredericks Vergebung aussichtslos. Besonders als Captain Wentworth den Wunsch, heiraten zu wollen, äußert und ein Auge auf die lebhaften Musgrove-Töchter, insbesondere auf Louisa, geworfen hat, ist für Anne jede Hoffnung vergeben. Bei einem Besuch seiner Royal-Navy-Freunde in Lyme wird Captain Wentworth von den Musgroves und Anne begleitet. Ein Unfall, in dem Louisa verletzt wird, ändert einiges und Captain Wentworth wird sich – fast zu spät – seiner Gefühle klar. Doch Louisa verlobt sich plötzlich und unerwartet mit seinem Freund Benwick.
In der Zwischenzeit gab es eine Annäherung zwischen Sir Walter und William Elliot, einem Verwandten der Familie, welcher aufgrund des Fehlens eines Sohnes, Sir Walters Titel und Haus Kellynch Hall nach dessen Ableben erben wird. Nachdem Anne nach Bath zu ihrem Vater gezogen ist, wird klar, dass William Elliot sich ausdrücklich für seine Cousine Anne interessiert. Insbesondere Lady Russell ist von der Hochzeit zwischen Anne und Mr Elliot sehr angetan. Captain Wentworth reist ebenfalls nach Bath, um Anne nochmals zu sehen und sich ihrer Gefühle klar zu werden. Seine Schwester und Admiral Croft sind ebenfalls in Bath. Doch als Captain Wentworth in Bath ankommt, wird er mit dem Gerücht einer bevorstehenden Heirat zwischen Anne und Mr Elliot konfrontiert.
Nach einigen Gefühlswirrungen stellt sich jedoch heraus, dass sowohl Anne als auch Frederick noch Gefühle füreinander haben, und es kommt letzten Endes zu einer Annäherung und Heirat. Und auch das geliebte Kellynch Hall ist nach der Hochzeit mit Captain Wentworth erneut Heim für Anne, da dieser ihr dies als Hochzeitsgeschenk präsentiert.

## Rezeption
„Der Regisseur Adrian Shergold erzählt die Geschichte so schnell, dass es für Neulinge der Austen-Geschichte vermutlich ziemlich schwierig ist zu erkennen, in welcher Beziehung die einzelnen Charaktere zueinander stehen. Aber dies ist noch das geringste Problem seiner Verfilmung, wesentlich schlimmer ist der Verlust an Nuancen, Charakterentwicklung und emotionaler Komplexität.“

Sally Hawkins wurde 2007 für ihre Interpretation der Anne Elliot mit der Goldenen Nymphe des Fernsehfestivals von Monte Carlo ausgezeichnet. Ein Jahr später gewann sie auch den Darstellerpreis der britischen Royal Television Society. Ein Jahr zuvor hatte Kevin Horsewood den britischen Preis für seine Visuellen Effekte erhalten.

## Belege und weiterführende Informationen
1. ↑   Freigabebescheinigung für Persuasion. Freiwillige Selbstkontrolle der Filmwirtschaft, Oktober 2007 (PDF; Prüfnummer: 111 902 DVD).
2. ↑  David Wiegand: Madcap PBS 'Persuasion' sacrifices nuance im San Francisco Chronicle vom 11. Januar 2008 (abgerufen am 10. August 2009)